# Skilanglauf-Eastern-Europe-Cup 2023/24
Der Skilanglauf-Eastern-Europe-Cup 2023/24 war eine von der FIS organisierte Wettkampfserie, die zum Unterbau des Skilanglauf-Weltcups 2023/24 gehörte. Sie begann am 7. Dezember 2023 und endete am 27. März 2024 in Schtschutschinsk. Es fanden insgesamt acht Rennen statt. Die Gesamtwertung der Männer gewann Olschas Klimin und bei den Frauen war Angelina Schuryga erfolgreich.

## Männer

### Resultate
| 1. Eastern-Europe-Cup in Schtschutschinsk, 7. Dezember 2023 | 1. Eastern-Europe-Cup in Schtschutschinsk, 7. Dezember 2023 | 1. Eastern-Europe-Cup in Schtschutschinsk, 7. Dezember 2023 | 1. Eastern-Europe-Cup in Schtschutschinsk, 7. Dezember 2023 | 1. Eastern-Europe-Cup in Schtschutschinsk, 7. Dezember 2023 |
| ----------------------------------------------------------- | ----------------------------------------------------------- | ----------------------------------------------------------- | ----------------------------------------------------------- | ----------------------------------------------------------- |
| Datum                                                       | Disziplin                                                   | Erster Platz                                                | Zweiter Platz                                               | Dritter Platz                                               |
| 7. Dezember 2023                                            | Sprint klassisch                                            | Iwan Ljuft                                                  | Jernar Nursbekow                                            | Ilijas Issabek                                              |

| 2. Eastern-Europe-Cup in Schtschutschinsk, 21. bis 25. Dezember 2023 | 2. Eastern-Europe-Cup in Schtschutschinsk, 21. bis 25. Dezember 2023 | 2. Eastern-Europe-Cup in Schtschutschinsk, 21. bis 25. Dezember 2023 | 2. Eastern-Europe-Cup in Schtschutschinsk, 21. bis 25. Dezember 2023 | 2. Eastern-Europe-Cup in Schtschutschinsk, 21. bis 25. Dezember 2023 |
| -------------------------------------------------------------------- | -------------------------------------------------------------------- | -------------------------------------------------------------------- | -------------------------------------------------------------------- | -------------------------------------------------------------------- |
| Datum                                                                | Disziplin                                                            | Erster Platz                                                         | Zweiter Platz                                                        | Dritter Platz                                                        |
| 21. Dezember 2023                                                    | Sprint Freistil                                                      | Konstantin Borzow                                                    | Swjatoslaw Matassow                                                  | Wladislaw Kowaljow                                                   |
| 23. Dezember 2023                                                    | 20 km Freistil Massenstart                                           | Olschas Klimin                                                       | Fjodor Karpow                                                        | Nikita Gridin                                                        |
| 25. Dezember 2023                                                    | 10 km klassisch                                                      | Nikita Gridin                                                        | Fjodor Karpow                                                        | Iwan Ljuft                                                           |

| 3. Eastern-Europe-Cup in Schtschutschinsk, 22. bis 27. März 2024 | 3. Eastern-Europe-Cup in Schtschutschinsk, 22. bis 27. März 2024 | 3. Eastern-Europe-Cup in Schtschutschinsk, 22. bis 27. März 2024 | 3. Eastern-Europe-Cup in Schtschutschinsk, 22. bis 27. März 2024 | 3. Eastern-Europe-Cup in Schtschutschinsk, 22. bis 27. März 2024 |
| ---------------------------------------------------------------- | ---------------------------------------------------------------- | ---------------------------------------------------------------- | ---------------------------------------------------------------- | ---------------------------------------------------------------- |
| Datum                                                            | Disziplin                                                        | Erster Platz                                                     | Zweiter Platz                                                    | Dritter Platz                                                    |
| 22. März 2024                                                    | 20 km Skiathlon                                                  | Olschas Klimin                                                   | Nail Baschmakow                                                  | Fjodor Karpow                                                    |
| 23. März 2024                                                    | Sprint Freistil                                                  | Almas Karimow                                                    | Swjatoslaw Matassow                                              | Olschas Klimin                                                   |
| 25. März 2024                                                    | 10 km Freistil                                                   | Olschas Klimin                                                   | Nail Baschmakow                                                  | Jernur Bexultan                                                  |
| 27. März 2024                                                    | 50 km klassisch Massenstart                                      | Wladislaw Kowaljow                                               | Didar Qassenow                                                   | Jernur Bexultan                                                  |

### Gesamtwertung Männer
| Endstand (Top 10) |                     |        |
| \| Rang \| Name \| Punkte \| \| ---- \| ------------------- \| ------ \| \| 1. \| Olschas Klimin \| 425 \| \| 2. \| Jernur Bexultan \| 345 \| \| 3. \| Fjodor Karpow \| 302 \| \| 4. \| Nikita Gridin \| 264 \| \| 5. \| Didar Qassenow \| 232 \| \| 6. \| Nail Baschmakow \| 210 \| \| 7. \| Almas Karimow \| 207 \| \| 8. \| Nartai Turlibekuli \| 205 \| \| 9. \| Swjatoslaw Matassow \| 196 \| \| 9. \| Jernar Nursbekow \| 196 \| |                     |        |
| Rang | Name                | Punkte |
| 1. | Olschas Klimin      | 425    |
| 2. | Jernur Bexultan     | 345    |
| 3. | Fjodor Karpow       | 302    |
| 4. | Nikita Gridin       | 264    |
| 5. | Didar Qassenow      | 232    |
| 6. | Nail Baschmakow     | 210    |
| 7. | Almas Karimow       | 207    |
| 8. | Nartai Turlibekuli  | 205    |
| 9. | Swjatoslaw Matassow | 196    |
| 9. | Jernar Nursbekow    | 196    |

## Frauen

### Resultate
| 1. Eastern-Europe-Cup in Schtschutschinsk, 7. Dezember 2023 | 1. Eastern-Europe-Cup in Schtschutschinsk, 7. Dezember 2023 | 1. Eastern-Europe-Cup in Schtschutschinsk, 7. Dezember 2023 | 1. Eastern-Europe-Cup in Schtschutschinsk, 7. Dezember 2023 | 1. Eastern-Europe-Cup in Schtschutschinsk, 7. Dezember 2023 |
| ----------------------------------------------------------- | ----------------------------------------------------------- | ----------------------------------------------------------- | ----------------------------------------------------------- | ----------------------------------------------------------- |
| Datum                                                       | Disziplin                                                   | Erster Platz                                                | Zweiter Platz                                               | Dritter Platz                                               |
| 7. Dezember 2023                                            | Sprint klassisch                                            | Angelina Schuryga                                           | Tamara Ebel                                                 | Karina Boranbajewa Wiktorija Kolesnikowa                    |

| 2. Eastern-Europe-Cup in Schtschutschinsk, 21. bis 25. Dezember 2023 | 2. Eastern-Europe-Cup in Schtschutschinsk, 21. bis 25. Dezember 2023 | 2. Eastern-Europe-Cup in Schtschutschinsk, 21. bis 25. Dezember 2023 | 2. Eastern-Europe-Cup in Schtschutschinsk, 21. bis 25. Dezember 2023 | 2. Eastern-Europe-Cup in Schtschutschinsk, 21. bis 25. Dezember 2023 |
| -------------------------------------------------------------------- | -------------------------------------------------------------------- | -------------------------------------------------------------------- | -------------------------------------------------------------------- | -------------------------------------------------------------------- |
| Datum                                                                | Disziplin                                                            | Erster Platz                                                         | Zweiter Platz                                                        | Dritter Platz                                                        |
| 21. Dezember 2023                                                    | Sprint Freistil                                                      | Nadeschda Stepaschkina                                               | Xenija Schalygina                                                    | Darja Rjaschko                                                       |
| 23. Dezember 2023                                                    | 20 km Freistil Massenstart                                           | Marija Geraschenko                                                   | Angelina Schuryga                                                    | Jelisaweta Tolmatschowa                                              |
| 25. Dezember 2023                                                    | 10 km klassisch                                                      | Anna Melnik                                                          | Xenija Schalygina                                                    | Darja Rjaschko                                                       |

| 3. Eastern-Europe-Cup in Schtschutschinsk, 22. bis 27. März 2024 | 3. Eastern-Europe-Cup in Schtschutschinsk, 22. bis 27. März 2024 | 3. Eastern-Europe-Cup in Schtschutschinsk, 22. bis 27. März 2024 | 3. Eastern-Europe-Cup in Schtschutschinsk, 22. bis 27. März 2024 | 3. Eastern-Europe-Cup in Schtschutschinsk, 22. bis 27. März 2024 |
| ---------------------------------------------------------------- | ---------------------------------------------------------------- | ---------------------------------------------------------------- | ---------------------------------------------------------------- | ---------------------------------------------------------------- |
| Datum                                                            | Disziplin                                                        | Erster Platz                                                     | Zweiter Platz                                                    | Dritter Platz                                                    |
| 22. März 2024                                                    | 10 km Skiathlon                                                  | Nadeschda Stepaschkina                                           | Angelina Schuryga                                                | Aischa Rakischewa                                                |
| 23. März 2024                                                    | Sprint Freistil                                                  | Darja Rjaschko                                                   | Anna Melnik                                                      | Aischa Rakischewa                                                |
| 25. März 2024                                                    | 5 km Freistil                                                    | Laura Kinibajewa                                                 | Nadeschda Stepaschkina                                           | Aischa Rakischewa                                                |
| 26. März 2024                                                    | 30 km klassisch Massenstart                                      | Nadeschda Stepaschkina                                           | Angelina Schuryga                                                | Xenija Schalygina                                                |

### Gesamtwertung Frauen
| Endstand (Top 10) |                        |        |
| \| Rang \| Name \| Punkte \| \| ---- \| ---------------------- \| ------ \| \| 1. \| Angelina Schuryga \| 437 \| \| 2. \| Nadeschda Stepaschkina \| 430 \| \| 3. \| Anna Melnik \| 372 \| \| 4. \| Darja Rjaschko \| 315 \| \| 5. \| Xenija Schalygina \| 270 \| \| 6. \| Aischa Rakischewa \| 257 \| \| 7. \| Laura Kinibajewa \| 250 \| \| 8. \| Marija Geraschenko \| 249 \| \| 9. \| Wiktorija Kolesnikowa \| 218 \| \| 10. \| Kamila Machmutowa \| 212 \| |                        |        |
| Rang | Name                   | Punkte |
| 1. | Angelina Schuryga      | 437    |
| 2. | Nadeschda Stepaschkina | 430    |
| 3. | Anna Melnik            | 372    |
| 4. | Darja Rjaschko         | 315    |
| 5. | Xenija Schalygina      | 270    |
| 6. | Aischa Rakischewa      | 257    |
| 7. | Laura Kinibajewa       | 250    |
| 8. | Marija Geraschenko     | 249    |
| 9. | Wiktorija Kolesnikowa  | 218    |
| 10. | Kamila Machmutowa      | 212    |